# Astropecten formosus
Astropecten formosus är en sjöstjärneart som beskrevs av Percy Sladen 1878. Astropecten formosus ingår i släktet Astropecten och familjen kamsjöstjärnor. Inga underarter finns listade i Catalogue of Life.